# Isola Bathurst (Canada)
L'isola Bathurst è una delle isole Regina Elisabetta nel territorio di Nunavut, in Canada (arcipelago artico canadese). L'area dell'isola è di circa 16.042 km², il che la rende la 54ª isola più grande del mondo e la 13° del Canada. È completamente disabitata.
L'isola di Bathurst era la sede delle tribù native Thule circa dal 1000, durante i periodi di clima mite. L'isola divenne conosciuta agli esploratori occidentali con la scoperta di 
William Edward Parry nel 1819, e fu chiamata come Henry Bathurst, III conte Bathurst, segretario di Stato della Guerra e delle Colonie della Gran Bretagna (1812-1827).
L'isola non presenta cime particolarmente alte: ci sono pochissimi picchi a più di 330 metri d'altezza. La vegetazione è abbondante e favorisce la presenza di una fauna selvatica maggiore delle altre isole artiche.
L'isola comprende il Parco Nazionale Polar Bear Pass e l'area del Parco nazionale Tuktusiuqvialuk (per ora solo in progetto).
Il polo magnetico nord della Terra ha attraversato l'isola di Bathurst negli anni sessanta e settanta.
Esiste al mondo anche un'altra isola Bathurst: si trova in Australia ed è intitolata allo stesso conte Bathurst.